# Väike-Roobimaa järv
Väike-Roobimaa järv (järv = See) ist ein natürlicher See in der Landgemeinde Saaremaa im Kreis Saare auf der größten estnischen Insel Saaremaa. Der 5,3 Hektar große See liegt im Naturschutzgebiet Karala-Pilguse hoiuala. 20 Meter südlich des Sees liegt der Roobimaa järv und 710 Meter nordwestlich liegt der Ort Metsapere. Der Name bedeutet kleiner Roobimaa-See.